# Cappella Coloniensis
Cappella Coloniensis – niemiecki zespół muzyki dawnej założony w 1954 r. w Kolonii przez muzykologa Eduarda Gröningera we współpracy z radiem WDR. Pierwotnym założeniem orkiestry była przede wszystkim rekonstrukcja dawnych technik wykonawstwa. Obecnie funkcję dyrygenta pełni Bruno Weil. Cappella Coloniensis otrzymała kilka prestiżowych nagród, m.in. Echo Klassik (2000, 2002), czy nagrodę Telemanna.